# Castle Crashers
Castle Crashers — компьютерная игра в жанрах hack and slash и beat ’em up, разработанная американской инди-студией The Behemoth и изданная компанией Microsoft Studios. Она была выпущена 27 августа 2008 года в сервисе Xbox Live Arcade на платформе Xbox 360 и 31 августа 2010 года на PlayStation 3.
27 сентября 2012 года проект появился на PC. 15 июня 2015 года The Behemoth анонсировала Castle Crashers Remastered, обновлённую версию игры для Xbox One и ПК. Она отличается текстурами более высокого качества, неограниченной частотой кадров, улучшениями производительности и дополнительной мини-игрой. 17 сентября 2019 года обновлённая версия вышла на PlayStation 4 и Nintendo Switch.
Действие игры происходит в средневековье. По сюжету, тёмный волшебник крадёт мистический кристалл и захватывает четырёх принцесс. Король поручает четырём рыцарям спасти дочерей, вернуть кристалл и привлечь волшебника к ответственности. Castle Crashers получила положительные отзывы от критиков. Её хвалили за уникальный художественный стиль, созданный Дэном Паладином, и интересный игровой процесс, но ругали за проблемы с подключением к сети.

## Игровой процесс

Игровой процесс Castle Crashers

Castle Crashers — это сайд-скроллер в жанре hack and slash и beat ’em up, включающий в себя небольшое количество элементов ролевой видеоигры. В начале игроку необходимо выбрать персонажа, у каждого из которых есть уникальная магическая способность, например, красный рыцарь создаёт молнии, а зелёный атакует ядовитыми облаками. После выбора открывается карта, где можно запустить уровень или посетить магазин, в котором продаются предметы и оружие. Игровая валюта представляет из себя монеты, полученные с побеждённых врагов, боссов или найденные в сундуках. На карте располагаются арены, где персонаж может выполнять задания, чтобы разблокировать дополнительных персонажей. В игре два вида базовых атак: быстрые и медленные. Помимо них, в Castle Crashers есть возможность выполнять комбо, которые открываются с повышением уровня персонажа вплоть до максимального 99. Каждый полученный уровень позволяет игроку распределять очки по четырём основным характеристикам: сила, магия, защита и скорость.
Castle Crashers поддерживает совместную игру до четырёх игроков локально или по сети. Каждый персонаж получает очки опыта и оружие независимо друг от друга по мере продвижения с остальной частью группы. В одиночном режиме игра после смерти заканчивается, однако в многопользовательском другие игроки могут оживить павшего союзника.
В Castle Crashers можно найти множество видов оружия, каждое из которых при экипировке оказывает различные эффекты на способности персонажа. Игрок может найти животных-компаньонов, которые помогают в бою, увеличивают силу героя или имеют другие особые способности. Персонаж также собирает бутерброды, которые превращают его в мускулистую версию самого себя, увеличивая силу атаки. Прохождение игры открывает «Безумный режим», в котором враги и боссы становятся в десять раз сильнее, и даёт доступ к «Безумному магазину», где игрок может купить мощное, но дорогое оружие. Помимо монет с убитых врагов выпадают аптечки и бонусы, помогающие в борьбе.
В игре присутствуют боссы. Как отмечают в GameSpot, «ранние тестируют игрока на выносливость, а более поздние привносят сложности». Боссы также могут вызывать приспешников.

## Сюжет
Действие игры происходит в вымышленной средневековой вселенной. Сюжет начинается с того, что четыре рыцаря посещают вечеринку в королевском замке. Во время неё появляется тёмный волшебник, который крадёт мистический кристалл и захватывает четырёх принцесс. Король отправляет рыцарей за кристаллом, спасти своих дочерей и привлечь волшебника к ответственности. По пути рыцари сталкиваются с разными врагами, в том числе с другими рыцарями, циклопом, ворами, гигантской которыбой (англ. Catfish), фехтовальщиками, пиратами-ниндзя, демонами, некромантом, драконом и другими. По мере продвижения рыцарей им удается спасти принцесс, и в конечном итоге путешествие завершается финальной схваткой с тёмным волшебником. Рыцари выходят победителями из противостояния. Затем они летят на кристалле домой. В замке король приводит одну из своих дочерей, чьё лицо было скрыто на протяжении всей игры, чтобы один из рыцарей поцеловал её. Принцесса оказывается клоуном, после чего предстаёт финальная анимация с пингвинами, ласками, котятами, сердечками и радужными лучами.

## Разработка и выпуск

Первые рисунки персонажей были выполнены в упрощённом и грубом стиле, который послужил ориентиром для ведущего художника игры Дэна Паладина

Художественный стиль игры был разработан ведущим художником The Behemoth Дэном Паладином. По мере того как команда создавала новые локации и персонажей, в качестве временного изображения использовался плейсхолдер. Паладин нарисовал несколько изображений игровых ассетов, а затем выбрал одно из них для окончательной доработки. Хотя Паладин сделал основную часть арта, программист Том Фалп помогал с оформлением игры, создавая некоторых приспешников боссов. Паладин назвал River City Ransom своим источником вдохновения для художественного стиля Castle Crashers. Фалп добавил, что на игру повлияли несколько игр в жанре beat ’em up 1980-х и 90-х годов, такие как Guardian Heroes, Final Fight, Golden Axe и Double Dragon. Большая часть музыки для игры была создана пользователями Newgrounds. The Behemoth наняли более двадцати человек для создания игрового саундтрека. Сам Паладин записал два трека. Саундтрек стал доступен бесплатно 1 сентября 2008 года на веб-сайте Newgrounds.
Castle Crashers была представлена 14 июля 2005 года на San Diego Comic-Con International под рабочим названием Ye Olde Side-Scroller. Окончательное название игра получила на Comic-Con 2006 года. Первая демо-версия Castle Crashers работала на Nintendo GameCube, однако полноценного выпуска на данной консоли не состоялось. Игра была выпущена для Xbox 360 27 августа 2008 года. 23 июля 2009 года The Behemoth объявили, что Castle Crashers появится на PlayStation 3. Релиз на консоль от Sony состоялся 31 августа 2010 года Северной Америке и 3 ноября того же года в Европе. Steam-версия игры была анонсирована 16 августа 2012 года.

### Дополнения и улучшения
14 января 2009 года был выпущен загружаемый контент King Pack, в который были добавлены два персонажа, животные и три вида оружия. 26 августа 2009 года был выпущен второй пакет загружаемого контента Necromantic Pack, в который были добавлены два персонажа, животные и два оружия, а также пакет изображений для профилей Xbox Live. 2 февраля 2011 года The Behemoth анонсировала набор Pink Knight Pack, в который входит розовый рыцарь и пять новых видов оружия. Он был выпущен на PlayStation 3 8 февраля того же года, а выпуск на Xbox 360 состоялся 27 августа 2011 года вместе с Blacksmith Pack, который добавляет одного дополнительного персонажа и пять видов оружия. Все доходы от контента переданы в Фонд исследований рака молочной железы.
15 июня 2015 года вышла обновлённая версия Castle Crashers Remastered. В неё была добавлена многопользовательская мини-игра под названием Back Off Barbarian. Графика улучшена, появилась поддержка 60 кадров/с, в дополнение включён выпущенный ранее контент.
В июле 2024 года компания The Behemoth анонсировала дополнение под названием Painter Boss Paradise, спустя 12 лет после выпуска предыдущего дополнения. Дополнение включает новые скины для персонажей и оружия для всех официальных героев, а также нового персонажа Paint Junior. Дополнение добавляет поддержку Steam Workshop, позволяя игрокам создавать и обмениваться пользовательскими скинами.

## Коммерческий успех и популярность

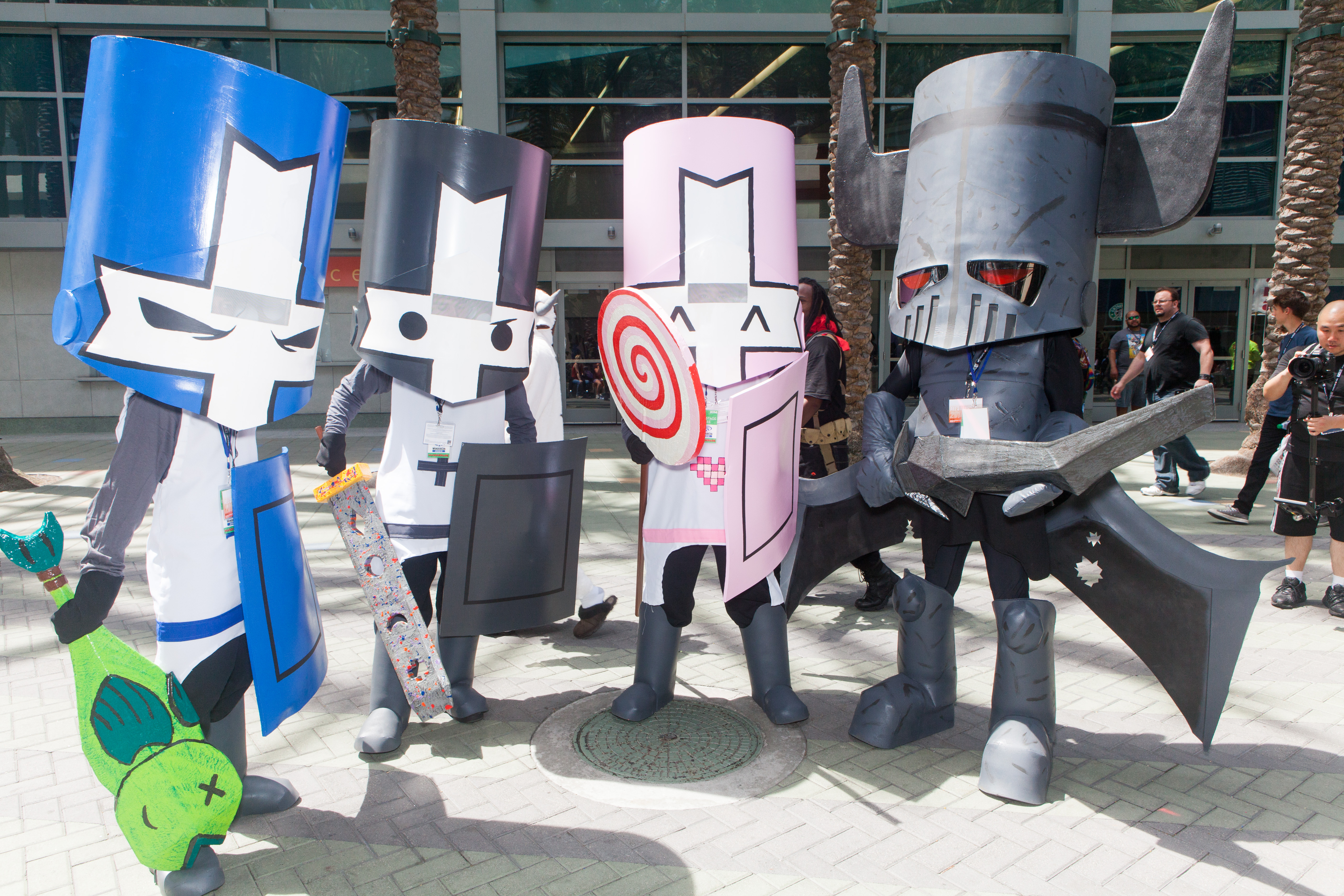
Косплей персонажей Castle Crashers на WonderCon 2014 года

Игра была коммерчески успешна. На конец 2010 года только на Xbox 360 было продано более двух миллионов копий, а версия для PlayStation 3 — в 181 000 экземпляров. В рейтинге IGN за сентябрь 2010 года Castle Crashers заняла пятое место в двадцати пяти лучших аркадных играх для Xbox Live за всё время. Она была признана лучшей игрой 2008 года на церемонии вручения наград Xbox Live Arcade Awards. Летом 2018 года, благодаря уязвимости в защите Steam Web API, стало известно, что точное количество пользователей сервиса Steam, которые играли в игру хотя бы один раз, составляет 5 555 066 человек. К августу 2019 года, перед выпуском версий для PlayStation 4 и Nintendo Switch, The Behemoth сообщили, что было продано более 20 миллионов экземпляров.

## Отзывы и критика
| Сводный рейтинг       | Сводный рейтинг                                  |
| Агрегатор             | Оценка                                           |
| --------------------- | ------------------------------------------------ |
| GameRankings          | X360: 82,73 % PS3: 86,09 % XONE: 82,71 %         |
| Metacritic            | X360: 82/100 PS3: 85/100 XONE: 83/100 NS: 77/100 |
| Иноязычные издания    |                                                  |
| Издание               | Оценка                                           |
| 1UP.com               | B+                                               |
| Eurogamer             | 8/10                                             |
| GameSpot              | 8,5/10                                           |
| GameTrailers          | 7,9/10                                           |
| IGN                   | X360: 9/10 PS3: 8,5/10                           |
| Русскоязычные издания |                                                  |
| Издание               | Оценка                                           |
| «Канобу»              | 7/10                                             |

Критики хорошо приняли игру. Рецензенты высоко оценили уникальный художественный стиль Castle Crashers. Дон Фрэнсис из GameSpot отметил, что «чёткий художественный дизайн действительно придаёт игре блеск». Эндрю Хейворд из 1UP.com отметил, что нарисованные от руки персонажи, эффекты и декорации делают игру «сияющей». В Eurogamer заявили, что графика в Castle Crashers была более детальной и отточенной, чем в предыдущей игре The Behemoth Alien Hominid. Юмор проекта в целом получил высокую оценку обозревателей. В статье для Gaming Target Трой Мацумия заявил, что игра «больше и забавнее», чем Alien Hominid. Геймплей также получил высокие оценки рецензентов. В GameTrailers заявили, что в игре есть «обманчивая простота, которая сразу затягивает». Они также отметили высокую реиграбельность, назвав многопользовательскую игру её причиной.
Несколько обозревателей выражали разочарование по поводу проблем с многопользовательским подключением, однако они были решены в более позднем обновлении игры. Фрэнсис заявил, что проблемы с соединением «мешают многопользовательскому режиму». Хейворд также сообщил о небольших проблемах с подключением в версии для PlayStation 3, которая также подверглась критике со стороны Кэролин Пети из GameSpot за дополнительный режим игры в волейбол, она назвала его «паршивым».
О проблемах с соединением заявляли владельцы Xbox 360, иногда их консоль зависала при попытке подключения. «Есть определенные сетевые настройки, где, если вы находитесь в очень специфической сетевой среде, она не будет работать с подключением другого человека, и это то, что происходит. Но это то, что мы уже решаем, работая с Microsoft, чтобы выпустить исправление как можно скорее» — заявили разработчики в интервью Joystiq. Патч для игры был выпущен 24 декабря 2008 года, он устранил проблемы.